# 芒莱
芒莱（法語：Manlay，法語發音：[mɑ̃lɛ]）是法国科多尔省的一个市镇，位于该省西南部，属于博讷区。

## 地理
芒莱（47°7'44"N, 4°20'30"E）面积19.03 平方千米，位于法国勃艮第-弗朗什-孔泰大區科多尔省，该省份为法国中东部省份，北起奥布省，西接涅夫勒省和约讷省，南至索恩-卢瓦尔省，东南接汝拉省，东临上索恩省，东北部与上马恩省接壤。
与芒莱接壤的市镇（或旧市镇、城区）包括：巴尔勒雷居利耶、巴尔奈、萨维利、武德奈、马尔舍瑟伊、吕斯奈莱韦克。
芒莱的时区为UTC+01:00、UTC+02:00（夏令时）。

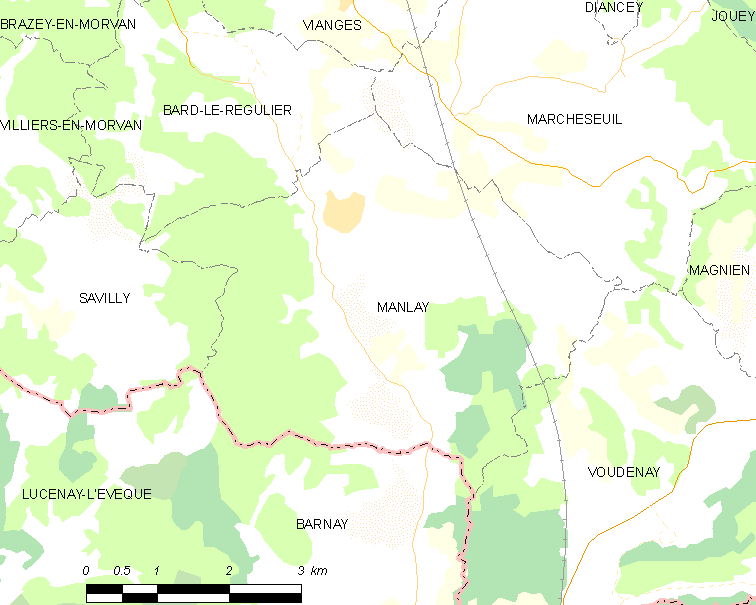
芒莱的OSM定位图

## 行政
芒莱的邮政编码为21430，INSEE市镇编码为21375。

## 政治
芒莱所属的省级选区为阿尔奈勒迪克县。

## 交通
科多尔省省道D11线、D11A线和D15线在芒莱交汇。
途径芒莱的铁路已于2011年关闭。

## 人口

1962-2008年间芒莱人口变化图示

芒莱于2022年1月1日时的人口数量为199人。